# Klasyfikacja roślin synantropijnych

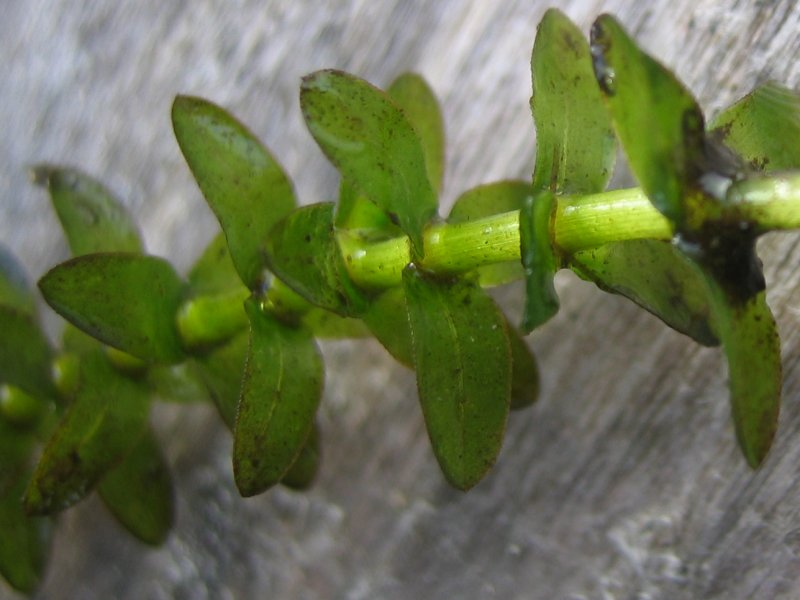
Moczarka kanadyjska Elodea canadensis – agriofit pospolicie występujący w polskich wodach, uciekinier z ogrodów botanicznych, skąd szybko rozprzestrzenił się na dużych obszarach Europy, Azji i Australii, w Polsce rozmnaża się wyłącznie wegetatywnie.

Klasyfikacja roślin synantropijnych – sposób podziału roślin synantropijnych ze względu na ich różnorodne pochodzenie, intencjonalność wprowadzenia, sposób i historię rozprzestrzeniania się (wędrówki), stopień zadomowienia się, rodzaje zajmowanych siedlisk itd. Klasyfikacja ta nadal jest przedmiotem dyskusji i istnieje wiele jej koncepcji. Pozycja danego gatunku synantropijnego w systemie klasyfikacyjnym może zmieniać się w czasie, np. stopień zadomowienia się gatunku może zmieniać się w czasie (gatunek zadomowiony początkowo na siedliskach antopogenicznych może z czasem przenikać do siedlisk półnaturalnych i naturalnych).
W Polsce najczęściej używana jest klasyfikacja geograficzno-historyczna. Klasyfikacja ta umożliwia analizę flor pod względem ich stopnia synantropizacji i zachodzących w nich przemian.

## Klasyfikacja geograficzno-historyczna
Najpowszechniej używany system klasyfikacji, zaproponowany przez A. Thellunga (1915), w Polsce rozwijany m.in. przez J. Kornasia. Klasyfikacja ta jest powszechnie stosowana w Polsce do analizy flor.
- apofity (apophyta) – rośliny rodzime (autochtoniczne)
  - trwale zadomowione na siedliskach antropogenicznych (euapophyta)
  - przejściowo zawlekane na siedliska antropogeniczne (apophyta ephemera)
  - ekiofity (oekiophyta) – zdziczałe z uprawy
- antropofity (anthropophyta) – rośliny obcego pochodzenia (alochtoniczne)
  - metafity (metaphyta) – trwale zadomowione składniki flory
    - archeofity (archaeophyta) – gatunki zawleczone w czasach przedhistorycznych lub wczesnohistorycznych (do końca XV w.[1]), obecnie utrzymujące się tylko na wtórnych siedliskach. Należą do nich liczne chwasty znane nam z wykopalisk archeologicznych, np. jasnota biała, chaber bławatek.
      - gatunki zawleczone (archaeophyta adventiva)
      - gatunki powstałe pod wpływem działalności człowieka (archaeophyta anthropogena)
      - gatunki, które zdołały przetrwać wyłącznie na siedliskach antropogenicznych (archaeophyta resistentia)

    - kenofity[2] (kenophyta) – gatunki zawleczone od XVI w.
      - epekofity (epoecophyta) – zadomowione na siedliskach synantropijnych (ruderalnych i segetalnych), np. bieluń dziędzierzawa, żółtlica drobnokwiatowa.
      - agriofity[3] (agriophyta) – zadomowione na siedliskach naturalnych i półnaturalnych.
        - hemiagriofity (hemiagriophyta) – zadomowione na siedliskach półnaturalnych
        - holoagriofity (holoagriophyta) – zadomowione na siedliskach naturalnych

  - diafity (diaphyta) – niezadomowione trwale składniki flory
    - efemerofity (ephemerophyta) – gatunki przejściowo zawlekane (przybłędy), np. bodziszek syberyjski, zapłonka żółta
    - ergazjofigofity (ergasiophygophyta) – przejściowo dziczejące z uprawy, np. gorczyca sarepska.
- mieszańce synantropijne – taksony mieszańcowe z udziałem antropofitów, np. Epilobium ×interjectum (E. ciliatum × montanum, kenofit × apofit)

## Klasyfikacja względem sposobu napływu
Najczęściej stosuje się klasyfikację stworzoną przez Domina (1947), rozwijaną także przez innych badaczy. Klasyfikacja ta kładzie nacisk na intencjonalność wprowadzenia danego gatunku. W Polsce jest rzadko stosowana, częściej w innych krajach środkowoeuropejskich.
- hemerofity – gatunki introdukowane, wprowadzone celowo przez człowieka
  - ergazjofity – rośliny uprawne obcego pochodzenia, jak np. kukurydza zwyczajna, magnolia gwiaździsta.
  - apohemerofity – dziczejące rośliny uprawiane współcześnie oraz zdziczałe rośliny uprawiane w przeszłości,
    - ergazjolipofity – relikty dawnych upraw, niegdyś uprawiane, obecnie występujące tylko jako zdziczałe. Należą tu takie gatunki, jak np. rezeda żółtawa, owies szorstki. Czasami podejmowana jest próba powtórnego wprowadzenia ich do uprawy.
    - ergazjofigofity – gatunki obce, uprawiane współcześnie i dziczejące z upraw. Większość dziczeje przejściowo i eliminowana jest przez czynniki biotyczne lub klimatyczne (np. psianka ziemniak, pomidor uprawny), inne zadamawiają się stając się epekofitami lub agriofitami,
- ksenofity – gatunki zawleczone (napływowe), dostały się na dany teren na skutek niecelowych działań człowieka
  - archeofity
  - neofity
    - efemerofity
    - epekofity
    - agriofity (neoindigenofity)

## Klasyfikacja względem przekształcenia siedlisk przez człowieka
Klasyfikacja oparta na propozycji Linkoli (1916), nawiązująca do pojęcia hemerobii odnoszącego się do skutków oddziaływania człowieka na ekosystemy. Rozpowszechnia się wraz ze stosowaniem skali hemerobii w badaniach ekologicznych i botanicznych.
- hemerofile – gatunki korzystające z siedlisk stworzonych przez człowieka,
- hemeradiafory – gatunki obojętne, których obfitość występowania nie zmienia się pod wpływem działalności człowieka,
- hemerofoby – gatunki ustępujące z powodu działalności człowieka.

W zależności od stopnia hemerofilności wyróżnia się gatunki:
- ahemerofilne i -fobne – zajmują siedliska nieprzekształcone przez człowieka,
- mezohemerofilne i -fobne,
- euhemerofilne i -fobne,
- panhemerofilne i -fobne – całkowicie zależne od siedlisk kształtowanych przez człowieka.